# Цацаровци (област Смолян)
 За другото българско село вижте Цацаровци (Софийска област).  
Цацаровци е село в Южна България. То се намира в община Златоград, област Смолян.

## География
Село Цацаровци се намира в планински район. Разположено е в землището на село Фабрика.